# Brindis de l'espasa
Le Brindis de l'espasa est un tableau de Marià Fortuny  représentant un matador brindant son taureau au public, c'est-à-dire lui offrant la mort du taureau.

## Contexte
Très influencé par Francisco de  Goya, Fortuny a donné à son œuvre une tournure plus sombre, moins papillonnante de couleurs que ses autres peintures sur la tauromachie. Il s'éloigne ainsi de la tendance impressionniste dont il s'était pourtant rapproché . 

## Description
Dans son application à soigner les détails, le peintre revient davantage à la peinture de genre, avec le taureau mort ensanglanté très présent dans l'espace visuel. 
Il ne faut pas prendre le terme brindis dans le sens qu'on lui donne actuellement en tauromachie. Normalement, le brindis se fait en début de faena et non après la mort du taureau. Le titre est d'ailleurs trompeur, c'est pourquoi Alvaro Martinez-Novillo l'a répertorié sous le titre  plus général de El torero.
Ce tableau, qui a été donné à Londres en 1916,  est un portrait du matador Manuel Domínguez dit « Desperdicios »  saluant le public des arènes de la arènes de Séville après la mort de son taureau. Il est probable que Fortuny a pris des notes sur cette corrida lors de son séjour à Séville en 1867.